# Anthropology (AA.VV.)
Anthropology è un album di artisti vari, pubblicato dalla Spotlite Records nel 1972.
Nel disco Tadd Dameron ed il suo gruppo sono presenti solo negli ultimi tre brani.

## Tracce
Lato A
1. 52nd Street Theme – 1:40 (Thelonious Monk) – Registrato l'8 novembre 1947 al "WOR Mutual Studios" di New York
2. Introduction by Barry Ulanov – 0:35
3. Donna Lee – 2:22 (Miles Davis (o) Charlie Parker) – Registrato l'8 novembre 1947 al "WOR Mutual Studios" di New York
4. Everything I Have Is Yours – 3:05 (Tom Adair, Matt Dennis) – Registrato l'8 novembre 1947 al "WOR Mutual Studios" di New York
5. Fats Flats – 2:55 (Fats Navarro) – Registrato l'8 novembre 1947 al "WOR Mutual Studios" di New York
6. Tea for Two – 2:34 (Irving Caesar, Vincent Youmans) – Registrato l'8 novembre 1947 al "WOR Mutual Studios" di New York
7. Don't Blame Me – 3:11 (Dorothy Fields, Jimmy McHugh) – Registrato l'8 novembre 1947 al "WOR Mutual Studios" di New York

Lato B
1. Groovin' High – 3:35 (Dizzy Gillespie) – Registrato l'8 novembre 1947 al "WOR Mutual Studios" di New York
2. Koko – 5:41 (Dizzy Gillespie) – Registrato l'8 novembre 1947 al "WOR Mutual Studios" di New York
3. Anthropology – 0:36 (Charlie Parker, Dizzy Gillespie) – Registrato l'8 novembre 1947 al "WOR Mutual Studios" di New York
4. Now's The Time – 3:42 (Charlie Parker) – Registrazione (probabile) dell'agosto/settembre 1948 Royal Roost, New York
5. Lady Be Good – 3:22 (George Gershwin, Ira Gershwin) – Registrazione (probabile) dell'agosto/settembre 1948 Royal Roost, New York
6. Just You, Just Me – 4:13 (Marion Davies, Lawrence Gray) – Registrazione (probabile) dell'agosto/settembre 1948 Royal Roost, New York

## Musicisti
Brano A1
- Charlie Parker - sassofono alto
- Fats Navarro - tromba
- Allen Eager - sassofono tenore
- John LaPorta - clarinetto
- Lennie Tristano - pianoforte
- Billy Bauer - chitarra
- Tommy Potter - contrabbasso
- Buddy Rich - batteria

Brano A3
- Charlie Parker - sassofono alto
- Fats Navarro - tromba
- Lennie Tristano - pianoforte
- Billy Bauer - chitarra
- Tommy Potter - contrabbasso
- Buddy Rich - batteria

Brano A4
- Sarah Vaughan - voce
- Lennie Tristano - pianoforte
- Billy Bauer - chitarra
- Tommy Potter - contrabbasso
- Buddy Rich - batteria

Brano A5
- Charlie Parker - sassofono alto
- Fats Navarro - tromba
- Lennie Tristano - pianoforte
- Billy Bauer - chitarra
- Tommy Potter - contrabbasso
- Buddy Rich - batteria

Brano A6
- Lennie Tristano - pianoforte
- John LaPorta - clarinetto
- Billy Bauer - chitarra
- Tommy Potter - contrabbasso
- Buddy Rich - batteria

Brano A7
- Lennie Tristano - pianoforte
- Billy Bauer - chitarra
- Tommy Potter - contrabbasso

Brani B1, B2 & B3
- Charlie Parker - sassofono alto
- Fats Navarro - tromba
- Lennie Tristano - pianoforte
- Allen Eager - sassofono tenore
- John LaPorta - clarinetto
- Billy Bauer - chitarra
- Tommy Potter - contrabbasso
- Buddy Rich - batteria

Brani B4, B5 & B6
- Tadd Dameron - pianoforte
- Wardell Gray - sassofono tenore
- Allen Eager - sassofono tenore
- Curley Russell - contrabbasso
- Kenny Clarke - batteria